# Nymphaea belophylla
Nymphaea belophylla là một loài thực vật có hoa trong họ Nymphaeaceae. Loài này được Trickett miêu tả khoa học đầu tiên năm 1971.